# HallWeedWood Stories Vol.2
HallWeedWood Stories Vol. 2 è un mixtape del rapper Asher Kuno pubblicato nel 2012.

## Tracce
1. Liberazione - (prod. DJ Pole)
2. G.I.O.V.Y. - (prod. USA)
3. Disco Inferno - (prod. USA) - (feat. Uzi Junker e Coliche)
4. Puff Puff RMX - (prod. Retraz) - (feat. Retraz)
5. Gurgugnau - (prod. USA) - (feat. Micro)
6. V.I.P. Più Di Te - (prod. USA) - (feat. Tizle, Retraz e Freddy Fred)
7. Freestyle 2K12 - (prod. USA) - (feat. Johnny Marsiglia e Emis Killa)
8. Il Grande Slurp - (prod. USA)
9. Wild Wild Est - (prod. USA) - (feat. Paskaman e Supa)
10. Tre Colpi - (prod. Jack the Smoker) - (feat. Bat One e Jack the Smoker)
11. Chinese Money RMX - (prod. USA)
12. Butto Giù - (prod. USA)
13. From City 2 City - (prod. Vek1) - (feat. Rolando)
14. Break Ya Neck - (prod. dubstep) - (feat. Paolito)
15. Yo Nerdy, Go Nerdy - (prod. Non Dire Chaz)
16. Non M'Interessa - (prod. USA) - (feat. Capstan e Zampa)
17. Il Blues Di Kunetti - (prod. USA)
18. HWW Anthem pt.2 - (prod. USA) - (feat. Capstan, Bat One, MDT, Supa, Paskaman, Tizle, Retraz e Jack the Smoker)